# Vitry-en-Charollais
Vitry-en-Charollais is een gemeente in het Franse departement Saône-et-Loire (regio Bourgogne-Franche-Comté). De plaats maakt deel uit van het arrondissement Charolles. Vitry-en-Charollais telde op 1 januari 2022 1.082 inwoners.

## Geografie
De oppervlakte van Vitry-en-Charollais bedroeg op 1 januari 2022 21,24 vierkante kilometer; de bevolkingsdichtheid was toen 50,9 inwoners per km².

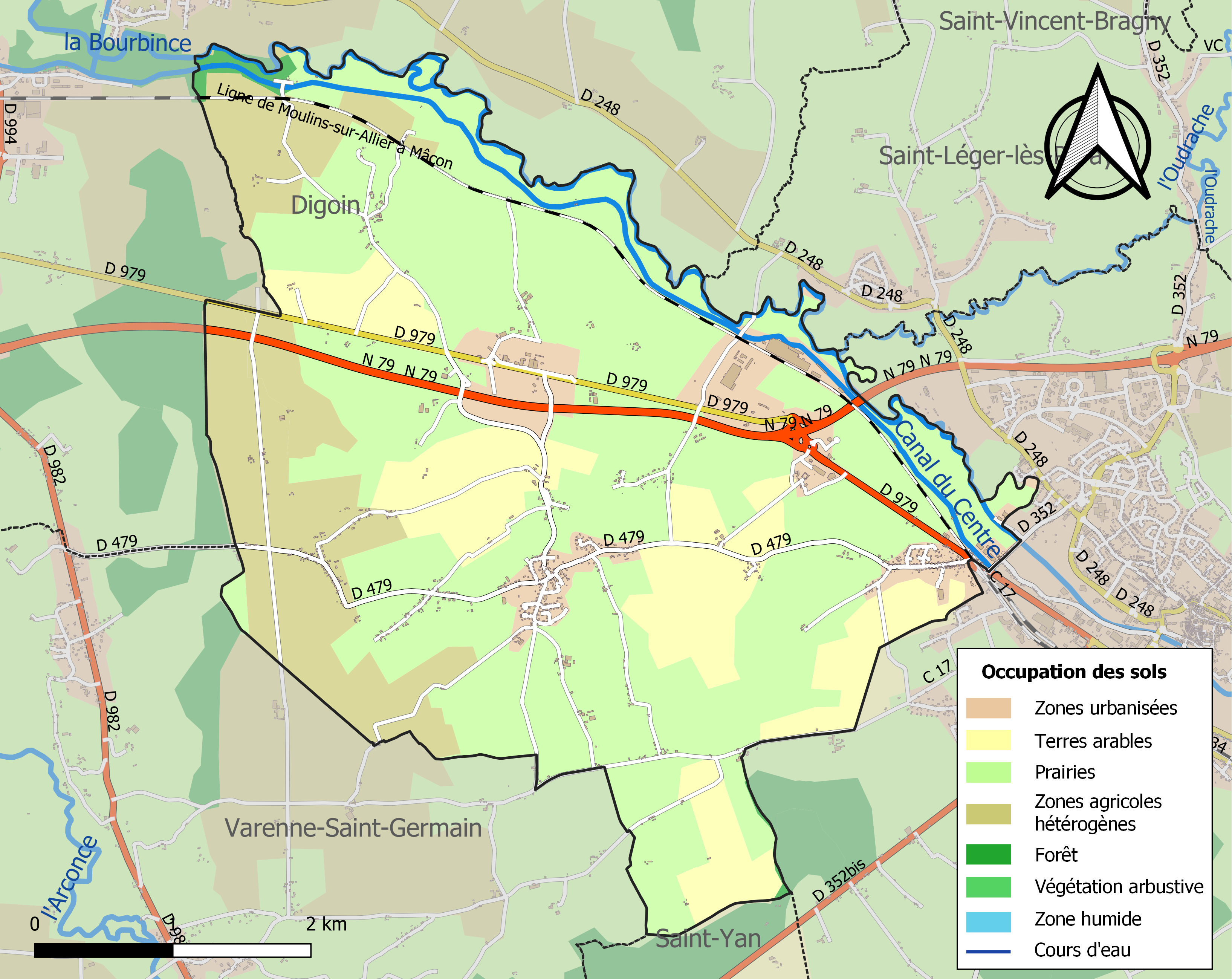
Kaart van de gemeente met de belangrijkste infrastructuur, bodemgebruik en omliggende gemeenten

## Demografie
Onderstaande figuur toont het verloop van het inwonertal (bron: INSEE-tellingen).